# Железны, Ян
Ян Желе́зны (чеш. Jan Železnýо файле; 16 июня 1966, Млада-Болеслав, Чехословакия) — выдающийся чехословацкий и чешский копьеметатель, трёхкратный олимпийский чемпион и трёхкратный чемпион мира. 25 мая 1996 года в Йене установил мировой рекорд, который до сих пор остаётся непревзойдённым (98 м 48 см).
Выиграл Олимпийские игры 1992, 1996 и 2000 годов, занял второе место на Олимпиаде 1988 года. Выиграл «золото» на чемпионатах мира 1993, 1995 и 2001 годов и «бронзу» в 1987 и 1999 годах. Из-за длительного и очень успешного выступления считается лучшим копьеметателем всех времён.
Помимо мирового (98,48 м), Железны принадлежит рекорд чемпионатов мира (92,80 м). Ян Железны совершил 53 броска за 90 метров, что на 23 сентября 2007 года больше 40 таких бросков всех остальных копьеметателей вместе взятых. Признавался легкоатлетом года в мире (2000) и Европе (1996, 2000), лучшим спортсменом Чехии (1993, 1995, 2000, 2001)
Ян Железны завершил свою карьеру в 2006 году в родном Млада-Болеславе. С 2006 года на тренерской работе.
В честь Яна назван астероид (9224) Железны.